# Елеан
Елеан (фр. Helléan) насеље је и општина у северозападној Француској у региону Бретања, у департману Морбијан која припада префектури Понтиви.
По подацима из 2011. године у општини је живело 338 становника, а густина насељености је износила 42,95 становника/km². Општина се простире на површини од 7,87 km². Налази се на средњој надморској висини од 40 метара (максималној 89 m, а минималној 30 m).

## Демографија
| 1962. | 1968. | 1975. | 1982. | 1990. | 1999. | 2011. |
| ----- | ----- | ----- | ----- | ----- | ----- | ----- |
| 348   | 370   | 322   | 302   | 277   | 306   | 338   |

График промене броја становника у току последњих година